# Дейли, Грейс
Грейс Элизабет Дейли (англ. Grace Elizabeth Daley; родилась 26 июня 1978 года в Майами, штат Флорида, США) — американская профессиональная баскетболистка, выступавшая в женской национальной баскетбольной ассоциации. Была выбрана на драфте ВНБА 2000 года в первом раунде под общим пятым номером командой «Миннесота Линкс». Играла на позиции разыгрывающего защитника.

## Ранние годы
Грейс Дейли родилась 26 июня 1978 года в городе Майами (штат Флорида), а выросла в городе Окала (штат Флорида), где посещала среднюю школу Лейк-Уир, в которой выступала за местную баскетбольную команду.